# Parafyletische groep

Het ontbreken van Aves maakt Reptilia parafyletisch

Een parafyletische groep is een taxon waarbij de laatste gemeenschappelijke voorouder van een groep organismen zelf wel tot dat taxon behoort, maar niet alle afstammelingen ervan in de groep geplaatst zijn. Als de laatste gemeenschappelijke voorouder van een groep organismen zelf niet tot dat taxon behoort, dan betreft het een polyfyletische groep.
Een goed voorbeeld van een parafyletisch taxon is de klasse Reptilia. Dit taxon bevat traditioneel de hagedissen, slangen, schildpadden, de brughagedis en de krokodillen. Zij hebben allemaal wel een gezamenlijke voorouder die zelf een reptiel is, maar de vogels stammen daar ook van af, omdat ook zij uit een groep reptielen ontstaan zijn. De Reptilia zijn dus een parafyletische groep, omdat de vogels er niet toe gerekend worden.
Een monofyletische groep is een taxon waarbij wel alle afstammelingen van de laatste gemeenschappelijke voorouder behoren. In de moderne taxonomie wordt gestreefd naar monofyletische taxa. Veel vroegere indelingen worden daarom als verouderd beschouwd. De mogelijkheid om het DNA van organismen te vergelijken heeft dit proces van herziening in een stroomversnelling gebracht.
Volgens de traditionele evolutionair-systematische definitie zijn parafyletische taxa echter ook monofyletisch, want afgeleid van een enkele voorouder, zij het dus ter exclusie van bepaalde afstammelingen. Traditioneel werd er aldus alleen een tegenstelling gemaakt tussen polyfyletisch en monofyletisch. Een tweede traditionele tegenstelling onderscheidde parafyletische groepen van holofyletische groepen die alle afstammelingen van een enkele voorouder omvatten. Holofylie kwam dus overeen met de cladistische definitie van monofylie.